# Oftalmómetro

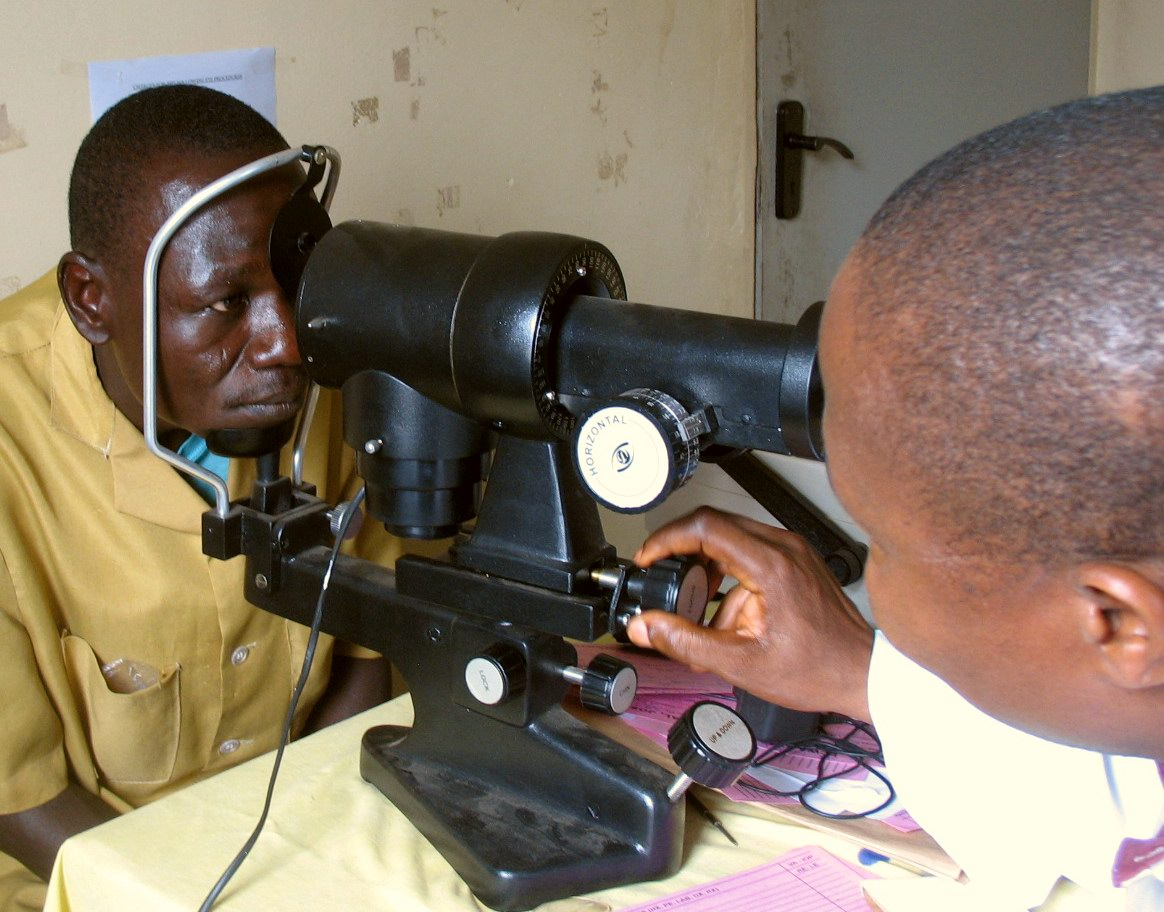
Un oculista examina a un paciente utilizando un oftalmometro

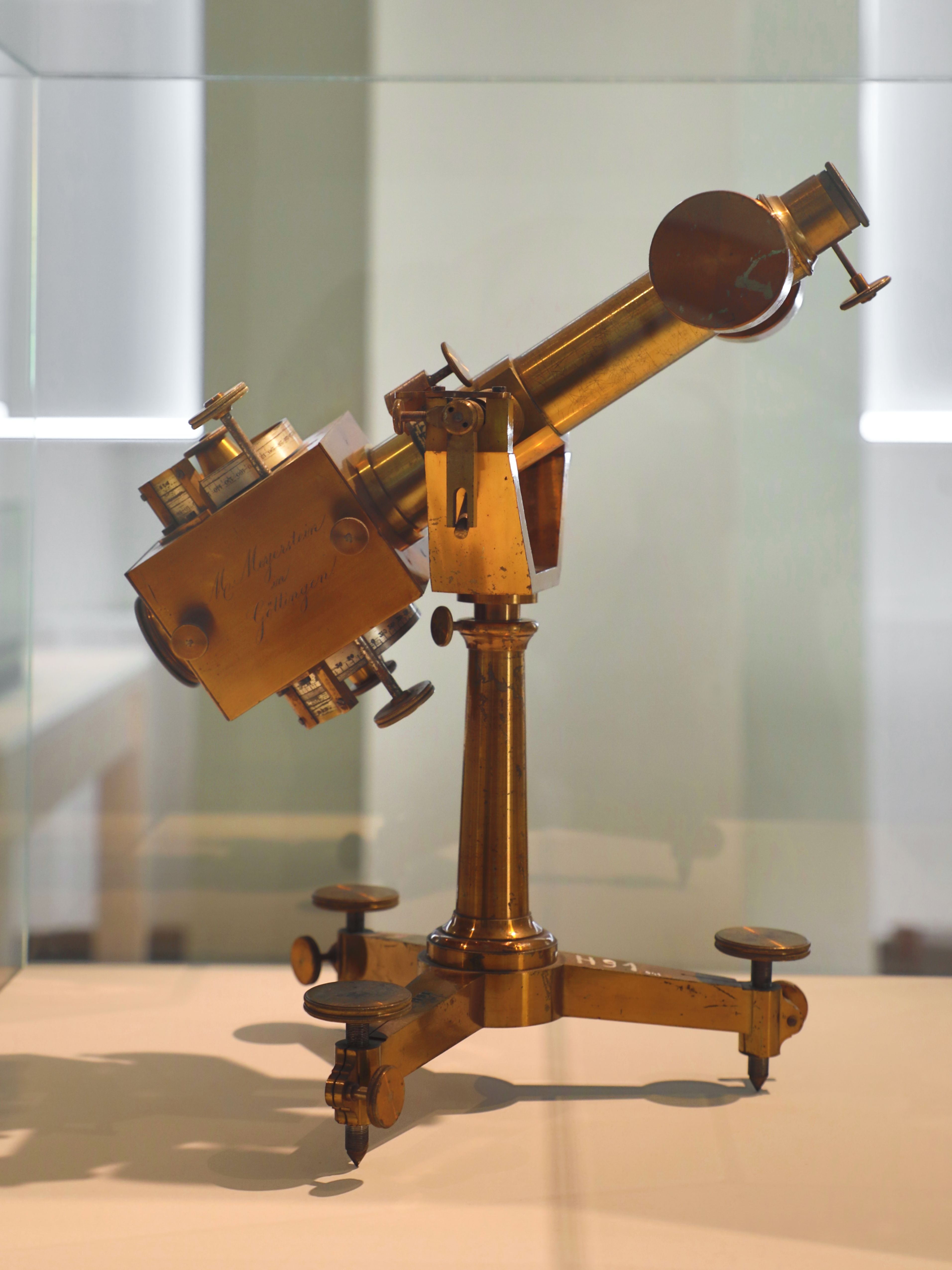
Oftalmómetro histórico de 1874

El oftalmómetro, o queratómetro, es un instrumento de diagnóstico utilizado para medir los eventuales errores de refracción del ojo, mediante la medición de la curvatura de la superficie exterior de la córnea. El instrumento es especialmente útil para medir la extensión de los defectos de refracción , tales como el astigmatismo, pero también se utiliza para la detección de otros defectos de refracción por procedimientos de cirugía refractiva, o en contactología.

## Historia
El instrumento fue inventado en 1880 por el fisiologo alemán Hermann von Helmholtz.
De hecho, el modelo de un instrumento de este tipo ya había sido desarrollado en 1796, por Jesse Ramsden y Everard Home.
Aunque, los franceses reivindican que el descubrimiento y el perfeccionamiento del instrumento fueron obra de Emile Javal (1839-1907).

## Principio de funcionamiento y tipos de instrumento
El instrumento utiliza un  relación entre el tamaño del objeto ( O ), el tamaño de su imagen ( I ), la distancia entre la superficie reflectante y el "objeto ( d ), y el radio de curvatura de la superficie reflectante ( R ). Si tres de estas variables son conocidos (en el caso del instrumento son fijas), el cuarto puede calcularse fácilmente usando la fórmula:
{\displaystyle R=2d\cdot {\frac {I}{O}}}

### Tipos de equipos
Hay dos tipos diferentes de aparatos para determinar R: de "una posición" y de "dos posiciones"
- Los instrumentos del tipo Javal-Schiotz, que tienen una imagen (I) de tamaño predeterminado y normalmente son del tipo a "dos posiciones"
- Los instrumentos del tipo Bausch-Lomb, que tienen un objeto (O) de tamaño predeterminado y son del tipo a "una posición".

### Topografía corneal
También hay algunos modelos que son capaces de medir la curvatura en cada punto de la superficie corneal, también en las zonas periféricas, lo que permite una exploración topográfica, cuyo resultado, una vez desarrollado, se puede imprimir.